# Wu Minxia
Wu Minxia (n. 10 noiembrie 1985, Shanghai, Republica Populară Chineză) este o săritoare în apă chineză, medaliată olimpică. A participat la 4 ediții ale Jocurilor Olimpice (2004, 2008, 2012, 2016) în care a câștigat 5 medalii de aur, o medalie de argint și o medalie de bronz.